# Killeen Castle (County Meath)
Killeen Castle (irisch Caisleán an Chillín) ist die Ruine eines Tower Houses in Dunsany im irischen County Meath. An dieser Stelle stand seit etwa 1180 eine Burg. Das heutige Gebäude wurde größtenteils im 19. Jahrhundert erbaut, später restauriert und brannte 1981 aus.
Killeen Castle wurde als eine von zwei Burgen auf beiden Seiten einer großen Straße nach Norden errichtet; die andere war das noch existierende Dunsany Castle.
Auf dem Anwesen wohnten durchgehend von 1172 bis 1951 die Cusacks und dann die angeheirateten Plunketts.

## Geschichte

### Die Cusacks

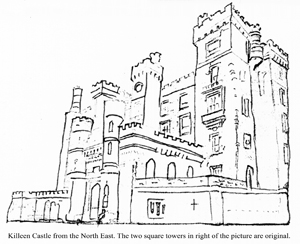
Killeen Castle

Das ursprüngliche Gebäude auf dem Gelände des heutigen Killeen Castle soll eine normannische Festung gewesen sein, vielleicht auch aus Holz gebaut, die für die Magnaten der Familie De Lacy errichtet und seit 1172 von den Cusacks bewohnt wurde, beginnend mit Geoffrey de Cusack. Eine steinerne Burg ließ dieser um 1181 errichten. Diese Jahreszahl ist über dem Eingang eingeschlagen. Killeen Castle war über 250 Jahre lang der Sitz der Cusacks, von Geoffrey de Cusack (1172) bis Lady Joan de Cusack (1441), die zusammen mit ihrem Gatten Sir Christopher Plunkett „dafür verantwortlich war, dass die Kirche neben der Burg errichtet wurde.“
Diese Kapelle gilt heute als National Monument.
Eine frühe Beschreibung der Burg und ihres Inneren lautet:

„Das heutige Datum ist der 1. August (Das Fest des hl. Peter in Ketten). Bei unserer Annäherung sahen wir uns vier hohen, zinnenbewehrten Türmen mit fünf Stockwerken von Schießschartenöffnungen gegenüber, die die Kurtine des Gebäudes verbanden. Die Burg sitzt auf einem leichten Mound. Wir treten über eine steile, hölzerne Treppe ein und finden uns, nachdem wir die erheblich dicke Mauer in einem engen Durchgang durchschritten haben, im Rittersaal im ersten Obergeschoss. Binsen bedecken die Steinfliesen und neben den üblichen Möbeln, wie Bocktisch, Bänken und dem eichernen geschnitzten Armsessel des Grundherrn mit gerader Lehne, bemerken wir zu unserer Linken einen schweren, grün-weiß gestreiften Vorhang, der eine Wand des Saals bedeckt. Uns gegenüber ist der offene Kamin mit abfallendem Steindach, in dem Holzscheite auf einem Rost brennen. An der rechten Wand hängen der Kriegsbrustpanzer des Herrn, sein Morion, Jagdtrophäen und ein gefederter Köder, wie er in der Falknerei verwendet wird. Es ist ein teures Stück mit einer Rute und vergoldeten Kanten.“

In solch einer Umgebung lebten die Cusacks, Herren von Killeen, fochten Kriege aus, und erweiterten ihr Herrschaftsgebiet 225 Jahre lang, bis die Burg durch Heirat von Lady Joan de Cusack mit Christopher Plunkett aus Rathregan 1399 an die Plunketts fiel.

### Die Plunketts
Der erste Plunkett, der auf der Burg lebte, Sir Christopher, wurde zum 1. Baron Killeen und teilte dann das Anwesen zwischen seinen älteren beiden Söhnen auf, wobei der zweite Sohn Dunsany Castle bekam und später der 1. Lord Dunsany wurde. Die Nachfahren des ältesten Sohns waren weiterhin Barons of Killeen und später Earls of Fingall. Der drittälteste Sohn, Sir Thomas Fitz-Christopher Plunkett, heiratete die Erbin Mary Ann Cruice aus Rathmore, Tochter von Sir Christopher Cruice von Cruicetown, Maydorrah und Rathmore Castle. Ein Kruzifix wurde ihnen zu Ehren auf dem Anwesen aufgestellt. Der vierte und der sechste Sohn ließen andere Burgen und Schlösser erbauen: Dunsoghly Castle, eine der wenigen unbeschädigten Burgen aus dem 15. Jahrhundert in Irland, ließ die Familie des vierten Sohns, Sir Robert Plunkett, zwischen 1450 und 1460 erbauen. Ein weiterer Titel des britischen Hochadels, Baron Fingall, wurde der Familie 1831 verliehen. Die Titel sind bis heute erhalten, die Killeens waren die wichtigste Familie des katholischen, irischen Hochadels.
Die Burg entwickelte sich über die Zeit und im 15. Jahrhundert war sie ein mittelgroßes, befestigtes Tower House.
Die beiden Zweige der ursprünglichen Familie Plunkett blieben über die Jahrhunderte und auch in der Zeit der schlimmsten Penal Laws eng verbunden. Der Dunsany-Zweig, der die Verfrachtung nach Connacht und Cromwell und andere Schwierigkeiten überlebt hatte, konvertierte zur Church of Ireland und hielt Killeen Castle im Vertrauen für den älteren Zweig, der römisch-katholisch blieb. Anders als bei anderen Arrangements dieser Art wurde Killeen Castle formal zurückgegeben, als sich die rechtliche Lage änderte.
Ende des 17. Jahrhunderts verfiel die Burg, wurde verpachtet und erst um 1779 restauriert, als Teile des Anwesens zum Landschaftsgarten wurden und einige Gebäude auf dem Anwesen hinzugefügt wurden.
Wesentliche Umbauarbeiten wurden zwischen 1803 und 1813 unter der Oberaufsicht von Francis Johnston durchgeführt, und 1841 wurde der größte Teil der Burg abgerissen und (aus den vorhandenen Baumaterialien) im Auftrag des 9. Earls im Stile eines kleinen Windsor Castle neu aufgebaut. Die beiden hinzugefügten Türme tragen die Jahreszahlen 1181 und 1841, und als das neue Killeen Castle fertiggestellt war, hatte es 365 Fenster.

### Nach den Plunketts
Der letzte Earl of Fingall verkaufte Killeen Castle und das verbleibende Anwesen 1951 an Sir Victor Sassoon. Der Earl lebte als Manager der Pferdezucht weiterhin in der Nähe der Burg. 1953 zogen der Earl und seine Gattin in ein modernes Haus, das auf dem Burganwesen gebaut worden war, und der größte Teil des Inhalts der Burg wurde verkauft. Sassoon starb 1961 uns seine Erben verkauften das Anwesen 1963 an den französischen Kunsthändler und Rennstallbesitzer Daniel Wildenstein.
Der letzte Earl zog vom Anwesen von Killeen nach Corballis auf dem Anwesen von Dunsany Castle (damals „The Commons“) um. Er starb 1984 und liegt in der Kirche von Dunsany begraben.
1978 wurden Burg und Anwesen an den Werbefachmann Basil Brindley verkauft, der die Pferdezucht fortführte. Am 16. Mai 1981 wurde die Burg von einem Brandstifter angezündet und brannte komplett aus. Danach blieb sie viele Jahre lang unbewohnt. Die Ländereien und anderen Gebäude wurden 1989 weiterverkauft.

### Neue Entwicklung
1989 wurde ein neuer Entwicklungsplan vorgeschlagen und später noch einmal überarbeitet. Darin waren etliche genehmigungspflichtige Veränderungen enthalten, z. B. der Umbau der Burg in ein Luxushotel, die Anlage eines Golfplatzes nach Wettbewerbsstandard und der Bau von mehr als 100 Luxuswohnhäusern auf dem Anwesen. Mit einigen Änderungen wurde der Plan nach Diskussion genehmigt, und zwar unter der Voraussetzung, dass Teile des Landschaftsgartens und weitere Einrichtungen auf dem Landgut, zum Beispiel ein heiliger Brunnen, geschützt würden. Die Arbeiten begannen 2005.
Im August 2006 wurde bekanntgegeben, dass Killeen Castle 2009 als Luxus-Golf- und Erholungshotel mit 179 Zimmern der Starwood-Gruppe neu eröffnet werden sollte. Aber Starwood zog sich Anfang 2009 von dem Projekt zurück, nachdem dei geplanten Anlagen vom Entwickler Snowbury wegen des Nachlassens der Tourismus verkleinert worden waren.

#### Golf
Am 14. Dezember 2006 wurde Killeen Castle nach über einem Jahr Bewerbung als Gastgeber des Solheim Cup 2011 ausgewählt. Es war das erste Mal, dass Irland diesen Wettbewerb ausrichtete, auch wenn der Golfplatz noch nicht fertig war. Der 18-Loch-Wettbewerbsgolfplatz wurde von Jack Nicklaus entworfen und 2008 eröffnet. Dort fanden das wiederbelebte Ladies Irish Open und die Ladies European Tour im August 2010 und 2011 statt.
Die Dave Pelz Scoring Game School wurde im Juni 2008 auf dem Anwesen von Killeen Castle mit dem Fokus auf das Spiel 100 Yards vom Loch eröffnet.

## Einrichtungen auf dem Landgut
Das Landgut enthält die Burg selbst, einen großen Stallhof, eine Kapelle (manchmal unrichtig „Killeen Abbey“ genannt), eine heilige Quelle („Lady Well“), einen Teich, einen eingefriedeten Garten und weitere Einrichtungen.
Die Kapelle, die der gesegneten Jungfrau Maria geweiht ist, wurde um 1425 in gotischem Stil errichtet und ist von einem Friedhof umgeben. Sie gilt als National Monument.

## Im Film
1966 wurden unter der Leitung von John Huston Szenen für den Film Casino Royale auf der Burg gedreht. Im Film hieß die Burg „Castle McTarry“.